# Shara Venegas
Shara Venegas (ur. 18 września 1992) – portorykańska siatkarka, reprezentantka kraju, grająca na pozycji libero.

## Sukcesy klubowe
Mistrzostwo Portoryko:
- 2009, 2014, 2015, 2016, 2017, 2019
- 2010

Superpuchar Ukrainy:
- 2020

Puchar Ukrainy:
- 2021

Mistrzostwo Ukrainy:
- 2021[2]

## Sukcesy reprezentacyjne
Mistrzostwa Ameryki Północnej, Środkowej i Karaibów:
- 2009, 2021

Puchar Panamerykański:
- 2016, 2023[3]
- 2014, 2017

## Nagrody indywidualne
- 2009: Najlepsza przyjmująca ligi portorykańskiej w sezonie 2008/2009
- 2011: Najlepsza przyjmująca ligi portorykańskiej w sezonie 2010/2011
- 2013: Najlepsza broniąca ligi portorykańskiej w sezonie 2012/2013
- 2014: MVP ligi portorykańskiej w sezonie 2013/2014
- 2019: Najlepsza przyjmująca Mistrzostwa Ameryki Północnej, Środkowej i Karaibów
- 2021: Najlepsza libero i przyjmująca Mistrzostw Ameryki Północnej, Środkowej i Karaibów